# Thibault Vialla
Thibault Vialla (né le 7 janvier 1996 à Toulouse) est un footballeur français évoluant au poste d’attaquant au SC Toulon en National 2.
Il a notamment joué en Ligue 2 avec les clubs de l'AC Ajaccio et l'USL Dunkerque. 

## Biographie
En 2019 il effectue un essai au Stade lavallois, mais le club préfère ne pas le faire signer, du fait d'une blessure récente.

## Statistiques
| Saison                | Club                  | Championnat           | Championnat | Championnat | Championnat | Coupe nationale | Coupe nationale | Coupe nationale | Coupe de la Ligue | Coupe de la Ligue | Coupe de la Ligue | Total | Total | Total |
| Saison                | Club                  | Division              | M.          | B.          | P.d.        | M.              | B.              | P.d.            | M.                | B.                | P.d.              | M.    | B.    | P.d.  |
| 2016-2017             | AC Ajaccio            | Ligue 2               | 9           | 0           | -           | -               | -               | -               | 1                 | 0                 | 0                 | 10    | 0     | 0     |
| 2017-2018             | AC Ajaccio            | Ligue 2               | 26          | 2           | -           | 2               | 0               | -               | 1                 | 0                 | 0                 | 29    | 2     | 0     |
| Sous-total            | Sous-total            | Sous-total            | 35          | 2           | -           | 2               | 0               | -               | 2                 | 0                 | 0                 | 39    | 2     | 0     |
| 2018-2019             | Le Mans FC            | National              | 15          | 0           | -           | -               | -               | -               | 0                 | 0                 | 0                 | 15    | 0     | 0     |
| Sous-total            | Sous-total            | Sous-total            | 15          | 0           | -           | 0               | 0               | -               | 0                 | 0                 | -                 | 15    | 0     | 0     |
| Total sur la carrière | Total sur la carrière | Total sur la carrière | 50          | 2           | -           | 2               | 0               | 0               | 2                 | 0                 | 0                 | 54    | 2     | 0     |